# Риђоврати шумски петлован
Риђоврати шумски петлован (Aramides axillaris) је врста птице из породице барских кока. 
Насељава Белизе, Колумбију, Костарику, Еквадор, Ел Салвадор, Француску Гвајану, Гвајану, Хондурас, Мексико, Никарагву, Панаму, Перу, Суринам, Тринидад и Тобаго и Венецуелу. Природна станишта врсте су суптропске и тропске суве шуме, суптропске и тропске влажне низијске шуме, суптропске и тропске шуме мангрова.

## Занимљивости
У јулу 2013. примерак врсте примећен је у Националном уточишту за дивље животиње Боске дел Апачи (енгл. Bosque del Apache National Wildlife Refug) у Новом Мексику. Многи ентузијасти и посматрачи птица отпутовали су у ову државу да би је видели.